# Office national des transports (Maroc)
L'Office national des transports  est un établissement public marocain créé en 1937, doté de la personnalité civile et de l'autonomie financière, et placé sous la tutelle administrative du ministre des travaux publics. Jusqu'à 2004, il était l'affréteur unique au Maroc. Il siège à Rabat.

## Historique
En 2004, un projet de loi sur la transformation de l’Office national des transports en société anonyme, dénommée Société Nationale du Transport et de la Logistique, a été adopté par le parlement. Cette loi s'incsrivait dans le cadre des actions visant la consolidation de la libéralisation du transport routier de marchandises consacrée par la loi n°16-99 et la mise à niveau de ce secteur, ainsi que l’engagement de la réforme du système de transport routier de voyageurs.

## Organisation
L'office national des transports est administré par un conseil d'administration et géré par un directeur.

### Conseil d'administration
Le conseil d'administration est constitué par les représentants des administrations et autres institutions publiques et privées cités dans l'article 15 du Dahir no 1-63-260. Il s'agit de:
- le ministre des travaux publics ou son représentant, président ;

- un représentant du ministre chargé de l'économie nationale ;

- un représentant du ministre chargé des finances ;

- un représentant du ministre chargé du commerce, de l’industrie et des mines ;

- un représentant de l'Office national des chemins de fer ;

- deux représentants des chambres de commerce et d'industrie, dont un représentant de l'industrie minière ;

- un représentant des chambres d'agriculture ;

- un représentant des transporteurs routiers de marchandises ;

- un représentant des transporteurs routiers de voyageurs.

Les cinq premiers membres du conseil d'administration énumérés ci-dessus sont nommés pour une période de trois ans renouvelable, par arrêté pris sur proposition de la personne physique ou morale qu'ils représentent. Ils ne peuvent être choisis que parmi le personnel dépendant des administrations publiques ou des établissements publics intéressés ayant au moins un rang équivalent à celui de sous-directeur d'administration centrale.
Les cinq derniers membres du conseil d'administration énumérés ci-dessus sont nommés pour, un an par arrêté du ministre des travaux publics sur proposition des chambres dont ils relèvent en ce qui concerne les trois premiers représentants et au vu d'une liste dressée par le service des transports routiers en ce qui concerne les transporteurs.
Les administrateurs ne peuvent avoir aucun intérêt ou n’occuper aucune fonction dans les entreprises privées qui se trouvent en rapport avec l'office, à l'exception des entreprises de transports.
Le conseil d'administration se réunit sur la convocation de son président ou à la demande de cinq de ses membres. Il délibère valablement lorsque cinq de ses membres sont présents. Les décisions sont prises à la majorité des voix ; en cas de partage, la voix du président est prépondérante.
Le conseil d'administration dispose des pouvoirs nécessaires à la bonne administration de l’office.

À cet effet, il délibère sur toutes les questions intéressant l'office et notamment :
- il arrête les programmes de l'office ;

- il arrête le budget et les comptes ;

- il détermine les redevances des usagers ;

- il propose le taux des tarifs de transports ;

Le conseil d'administration peut déléguer partie de ses pouvoirs au directeur.

### Directeur de l'office
Le directeur de l'office est nommé par décret pris sur proposition du ministre des travaux publics après avis du conseil d’administration.

Il exécute les décisions du conseil d'administration.

Il gère l'office et agit, en son nom ; il accomplit, ou autorise tous actes ou opérations relatifs à son objet et représente l'office vis-à-vis de l'État, de toute administration publique ou privée et de tous tiers, fait tous actes conservatoires. Il exerce les actions judiciaires avec l'autorisation du conseil d'administration.

Il assure la gestion de l'ensemble des services de l'office. Il nomme le personnel. Il est habilité pour engager les dépenses, par actes, contrat ou marché. Il fait tenir la comptabilité des dépenses engagées, liquide et constate les dépenses et les recettes de l'office. Il délivre à l'agent comptable les titres de paiement et de recettes correspondants.

Il peut déléguer une partie de ses pouvoirs et attributions au personnel de direction des services centraux ou extérieurs.

### Personnel de l'office
Le personnel de l'office est composé d'agents recrutés par le directeur et peut comprendre des fonctionnaires détachés de l'administration.

### Budget et financement
Les ressources de l'office proviennent notamment :
- de toutes taxes et redevances payées par les usagers et prélevées à son bénéfice ;

- des produits et bénéfices provenant de la prestation des services ;

- des produits et bénéfices provenant de son patrimoine et de ses opérations ;

- des subventions de l'État ;

- des avances remboursables provenant du Trésor, d'organismes publics ou privés, ainsi que des emprunts autorisés par le ministre des finances ;

L'office tient ses écritures, effectue ses recettes et ses paiements suivant les lois et usages du commerce. Il est soumis aux dispositions du dahir du 17 chaoual 1379 (14 avril 1960) organisant le contrôle financier de l'État sur les offices, établissements publics et sociétés concessionnaires ainsi que sur les sociétés et organismes bénéficiant du concours financier de l'État ou des collectivités publiques.

## Missions et activités
Il a pour mission de favoriser le développement du transport de marchandises par route, de prospecter le marché du transport international, d’entretenir des relations commerciales avec les clients locaux, de développer la coopération entre transporteurs nationaux et étrangers et enfin, d’assurer la gestion et l'exploitation du parc affecté au transport international routier (T.I.R.).

### en ce qui concerne les transports de voyageurs
- étudier et de proposer à l'approbation du ministre des travaux publics la tarification des transports de voyageurs et de messageries, que ces transports empruntent la route seule, ou la voie ferrée seule, ou, à la fois, la route et la voie ferrée ;

- proposer à l'approbation du ministre des travaux publics les horaires des services  de transport en commun ;

- établir les jours de départ des services sans horaires fixes ;

- gérer, après avis des autorités provinciales ou préfectorales, les gares de départ et d'arrivée, qui seraient reconnues nécessaires, lorsque celles-ci n'ont pas été concédées, affermées ou mises en régie par le ministre des travaux publics ;

- autoriser les transports occasionnels.

### en ce qui concerne les transports de marchandises
- fixer les règles de répartition du trafic  marchandises entre le rail et la route, d'une part, et entre transporteurs routiers, d'autre part, ainsi que de contrôler l'application qui en est faite par les groupements  professionnels de transporteurs routiers.

- définir les transports qui entrent dans la catégorie dite « camionnage ou assimilés » et de désigner, en tenant compte de leur genre d'activité, les entreprises et les véhicules qui sont spécialement affectés à ces transports.

- autoriser l'adjonction du transport privé au transport public, de fret de complément ou de retour à certains transports effectués par les agriculteurs.

- délivrer, éventuellement, aux entreprises de travaux publics qui en feront la demande, des autorisations annuelles pour effectuer des transports de matériaux de carrière pour le compte d'autres entrepreneurs nommément désignés ;

- étudier et de proposer à l'approbation du ministre des travaux publics la tarification des transports de marchandises, que ces transports empruntent la route seule ou la voie ferrée seule, ou, à la fois, la route et la voie ferrée ;

- établir ou de faire établir les contrats de transports des marchandises et d'en assurer l'exécution, de désigner, dans chaque cas, directement ou par l'intermédiaire d'organisations professionnelles, le ou les transporteurs qui auront à exécuter le transport ainsi que de contrôler  l'exécution de ce transport ;

- spécialiser, s'il y a lieu, les transporteurs par zones ou itinéraires ;

- percevoir de l'usager le prix du transport et, après prélèvement de ses propres frais, de donner sa part à chacun des transporteurs qui auront coopéré à l'exécution du transport ;

- effectuer toutes les opérations financières nécessitées par l'exécution du  contrat de transport (débours, assurances, remboursement de la valeur de la marchandise, frais de magasinage, frais de transit, etc.)

## Législation
- Dahir no 1-63-260 du 24 joumada II 1383 (12 novembre 1963) relatif aux transports par véhicules automobiles sur route, Bulletin Officiel n° : 2667  du  06/12/1963 - Page : 1900. en ligne
- Décret royal no 246-65 du 27 rebia II 1387 (4 août 1967) modifiant et complétant le décret no 2-63-364 du 17 rejeb 1383 (4 décembre 1963) relatif à l'agrément des entrepreneurs de services publics de transports par véhicules automobiles et à l'autorisation des véhicules affectés à ces transports.